# 長久保文雄
長久保 文雄（ながくぼ ふみお、1937年2月23日 - ）は、日本の元スピードスケート選手。山梨県北巨摩郡小淵沢町（現・北杜市）出身。冬季オリンピックに2大会連続で出場し、インスブルック大会では妻・初枝（旧姓・高見沢）とともに夫婦で五輪出場を果たして話題になった。

## 経歴
峡北高校から専修大学に進み、1957年の全日本学生選手権500mで当時の日本記録となる42秒9をマーク。
卒業後、三協精機に入社。1年目でスコーバレー五輪に出場し、500m9位・1000m21位を残した。
その後、専大出身で同五輪に出場した高見沢初枝と結婚。
1964年のインスブルック五輪では冬季五輪では史上初となる夫婦日本代表の快挙を果たす。大会では500mに出場し16位に終わった。
引退後は夫婦で会社を立ち上げ、後進の指導に当たっている。